# The Amazing James Brown
The Amazing James Brown è il quarto album in studio del cantante statunitense James Brown, registrato con il gruppo The Famous Flames e pubblicato nel 1961.

## Tracce
1. Just You and Me Darling – 2:45
2. I Love You Yes I Do – 2:45
3. I Don't Mind – 2:43
4. Come Over Here – 2:43
5. The Bells – 2:54
6. Love Don't Love Nobody – 2:04
7. Dancin' Little Thing – 2:17
8. Lost Someone – 3:05
9. And I Do Just What I Want – 2:24
10. So Long – 2:49
11. You Don't Have to Go – 2:47
12. Tell Me What You're Gonna Do – 2:12